# ماریا نیکلینسکا
ماریا نیکلینسکا (لهستانی: Maria Niklińska؛ زادهٔ ۲۸ دسامبر ۱۹۸۲) بازیگر و خواننده اهل لهستان است.
از فیلم‌ها یا مجموعه‌های تلویزیونی که وی در آن‌ها نقش داشته است، می‌توان به فردا به سینما می‌رویم، راز ساگال، پدر متیو، هتل ۵۲، افسانه‌ای باستانی: آن هنگام که خورشید ایزد بود و در خیابان سپولنی اشاره نمود.